# C A Jonssons skofabrik
C A Jonssons skofabrik var en skotillverkare i Kumla som grundades 1914 av Carl August Jonsson (född 1871). 
Carl August Jonsson var son till en bonde i Hörsta. Fadern drabbades av problem med synen och var tvungen att lämna sitt jordbruk. 1887 kom han i skomakarlära hos skomakaren L. G. Larson i Hörsta och 1891 startade han ett eget skomakeri i byn. 1898 flyttades verksamheten till Kumla station, där Jonsson köpte lägenheten Hagalund, men bytte den snart mot området Odinslund. Efter några års verksamhet bestämde sig Jonsson för att satsa storskaligt och lät uppföra en skofabrik, som stod färdig några månader före krigsutbrottet 1914. Fabriken som ursprungligen var 20 meter lång byggdes ut flera gånger och var efter en större ombyggnad 1944 80 meter lång och med fyra våningar. 1934 ombildades fabriken till aktiebolag med Carl August Jonsson som VD och sonen Lennart Jonsson som disponent. 1946 bildades ett särskilt försäljningsbolag för fabriken med Lennart Jonsson som direktör.
Hans företag fortsatte att växa genom nyförvärv av fler fabriker och butiker, inte bara i Kumla, utan i hela Sverige. Carl August köpte även på sig många arbetarbostäder under denna tid, då han ansåg att hans arbetare var hans "allt". Efter en tids tillväxt inom skoindustrin, mycket tack vare det rådande kriget, blev C A Jonssons skor ett relativt stort företag med flera hundra anställda, med dåtidens mått lika stort som Kockums. Carl August själv donerade en ansenlig summa pengar till exempelvis Kumla varmbadhus och kumlaviadukten och blev även riddare av Vasaorden.
1957 avled Carl August, och därefter tog hans son Lennart Jonsson över familjeföretaget, som efter en tid lades ner, runt 1970.